# Porpidia nadvornikiana
Porpidia nadvornikiana är en lavart som först beskrevs av Vezda, och fick sitt nu gällande namn av Hertel 1984. Enligt Catalogue of Life ingår Porpidia nadvornikiana i släktet Porpidia,  och familjen Porpidiaceae, men enligt Dyntaxa är tillhörigheten istället släktet Porpidia,  och familjen Lecideaceae. Arten är reproducerande i Sverige. Inga underarter finns listade i Catalogue of Life.